# Benjamin W. L. Derhy
Benjamin W.L. Derhy, de son nom complet Benjamin William Lloyd Derhy (publiant souvent sous le nom Benjamin W.L. Derhy Kurtz,,,), est un sociologue français, spécialiste de la télévision, des médias, de la culture, et du transmédia,.

## Biographie
À partir de 2011, Benjamin W.L. Derhy donne des charges de cours dans des établissements d'enseignement supérieur : Université de Paris-Nanterre, ICART, EFAP, Paris School of Business, ISTC…
En 2018, il obtient un PhD en sociologie de la télévision et des médias de l'université d'East Anglia en soutenant une thèse intitulée Success and the TV industry: how practitioners apprehend the notion(s) of success in their discourses within the Anglophone Transatlantic Television Industry.
De 2019 à 2021, il occupe un poste d'attaché temporaire d'enseignement et de recherche à Avignon Université, où il est responsable pédagogique de la première année de la licence en Information-Communication.
De 2021 à 2022, il est directeur pédagogique de la première année et responsable de la mobilité internationale de l'École supérieure de traduction et relations internationales, composante de l'Université catholique de Lyon,.
De 2023 à 2024, il est directeur des programmes du réseau ORT France, réseau national de 8 écoles privées.
À partir de 2024, il est directeur exécutif de l'École universitaire de recherche "Humanités, création, patrimoine" de CY Cergy Paris Université.

## Contribution scientifique
Membre de plusieurs laboratoires (en 2019, Culture et Communication de l’université d’Avignon ; en 2021, MARGE de l'Université Jean Moulin - Lyon III ; en 2020, IRMÉCCEN de l’université Sorbonne Nouvelle), il est l'auteur de l'ouvrage L'industrie télévisuelle revisitée – Typologie, relations sociales et notion(s) du succès (2020), avec préface de Bernard Miège, publié dans la collection « Questions Contemporaines, série Questions de Communications » chez L'Harmattan,,
Il a co-dirigé l'ouvrage collectif The Rise of Transtexts: Challenges and Opportunities (2016) avec Mélanie Bourdaa pour la collection « Routledge Research in Cultural and Media Studies », chez Routledge,. Il a écrit pour des revues scientifiques telles que Questions de communication,, Culture & Musées, ou la Revue Française des Sciences de L'information et de la Communication,.
Il intervient sur des sites scientifiques à visée didactique, comme dans le blog académique de Henry Jenkins, Confessions of an Aca-fan,,, ou bien sur le Publictionnaire, dirigé par le CREM et l'université de Lorraine.
S'exprimant également sur la télévision ou le cinéma sur des réseaux sociaux comme Twitter et Youtube, et dans les médias pour la presse généraliste, il est intervenu dans L'Express sur la crise économique en Grèce et sur la mort de Robin Williams. Il intervient tous les mois sur la radio France Bleu à propos de l'actualité et des séries télévisées,, et est également interviewé sur ces sujets dans des articles dans des journaux et magazines, tels que Slate.

### Sur la transmédialité et les transtextes
Le concept de transmedia storytelling tel que conçu par Henry Jenkins se réfère généralement aux œuvres ou récits officiels ou institutionnels – produits par les studios ou autres détenteurs des droits d'un récit), mais tend à laisser de côté les productions réalisées par les fans,. Elle est ainsi à distinguer de la notion de transtexte développée par Benjamin W.L. Derhy et Mélanie Bourdaa, qui considère à la fois les productions officielles et les productions des fans, et conçoit les activités créatives de ces derniers comme un phénomène pouvant aller jusqu’à une co-construction du récit, et non plus uniquement comme une forme élaborée de réception de la part des publics engagés,.
Le terme « transtext », apparaissant pour la première fois en 2014 dans l’introduction d’une livraison spéciale d’une revue portant sur l’utilisation du transmedia comme stratégie de marque à et pour la télévision, est notamment développé dans l'ouvrage intitulé The Rise of Transtexts: Challenges and Opportunities, dirigé par Benjamin W.L. Derhy [Kurtz] et Mélanie Bourdaa, dans lequel interviennent de nombreux chercheurs internationaux, y compris Henry Jenkins,. Le terme transtexte (traduit de l'anglais transtext, repris dans le titre de l'ouvrage) reflète une conception des publics engagés, ou fans, comme des co-contributeurs cruciaux des franchises transmédia / de transtextes. Cette notion traduit la volonté de repenser la narration transmédia en réinsérant le pouvoir des fans à l’intérieur au sein du concept, et pourrait être résumée comme l’abréviation littérale de « transmedia storytelling and fan-produced texts » ; en français : « narration transmedia et textes produits par des fans ».
Le terme « transtexte » permet ainsi de désigner les deux types de « textes », ou contenus narratifs. D’une part, les œuvres transmédiatiques industrielles, ou « officielles », produites par des auteurs ou des entités supposées faire autorité, et d’autre part, les œuvres transmédiatiques (ou multiplateformes) créées par, et pour, les fans visés par la narration transmédia. Ces récits fabriqués par des fans sont ainsi principalement destinés aux autres membres de ces communautés de fans de par le monde, notamment grâce à internet. Ces créations sont alors conçues par Derhy et Bourdaa comme un phénomène pouvant aller jusqu’à la co-construction du récit, et non plus uniquement comme une forme élaborée de réception de la part des fans.
Selon certains chercheurs,, de telles extensions narratives crées par les fans pourraient, voire devraient, être considérées comme des narrations transmédia au même titre que les transtextes industriels, de telles créations ayant précisément pour but de développer l’univers fictionnel en question, et participent donc à la narration. De plus, comme le fait valoir Hélène Laurichesse à travers une perspective industrielle, l’identité des marques basées sur une « histoire » (telles que des séries télévisées, franchises de films, livres, jeux vidéo, etc.) et déclinées sur différents supports se fonde justement sur cette « double nature des transtextes » (produits de manière industrielle ainsi que par des fans), plutôt que sur l’aspect officiel ou industriel qui caractérise ou caractérisait la transmédialité telle que conçue par Henry Jenkins et d'autres.
Cette notion de transtexte est, enfin, de plus en plus reprise par différents chercheurs internationaux, telles Susana Tosca et Lisbeth Klastrup (2019), ou bien comme Tara Lomax (2017), qui préfère parler de transtextual authorship plutôt que de transmédia, alors même qu’elle ne discute pas ici des fans. Luis Navarrete-Cardero (2020) adopte lui aussi une « logique transtextuelle » vis-à-vis des jeux vidéo plutôt que de parler de transmédia, malgré le titre du livre dans lequel il s’inscrit (à l’instar de T. Lomax), ce qui montre l’adoption de cette nouvelle notion ces dernières années de la part de chercheurs internationaux, et ce même lorsqu'il ne s'agit plus de se concentrer sur les productions de fans.
Le concept de transtexe tel que développé par Benjamin Derhy et Mélanie Bourdaa fait enfin l'objet d'une notice sur le Publictionnaire – dictionnaire encyclopédique et critique des publics, dirigé par le CREM et l'université de Lorraine.

### Sur les typologies des personnels de l'industrie télévisuelle
Dans son ouvrage, L'industrie télévisuelle revisitée – Typologie, relations sociales et notion(s) du succès, préfacé par le chercheur Bernard Miège,, Benjamin W.L. Derhy propose une nouvelle typographie des personnels de l’industrie de la télévision et du cinéma. Ces catégories sont les suivantes : le personnel créatif primaire, contrôlant les aspects artistiques du programme, le personnel créatif secondaire, exerçant une influence artistique évidente, sans être aussi fondamentale que celle du personnel créatif primaire, les interprètes, qui, eux aussi, ont une contribution artistique, bien qu’ils soient abordés et présentés de manière très différente, les artisans techniques, chargés des tâches techniques (ces quatre groupes faisant partie de la catégorie plus large des personnels non-managériaux) ; les personnels super créatifs, étant à la fois les scénaristes qui ont créé le programme et les producteurs exécutifs de ce programme, les producteurs (non « créatifs »), servant d’intermédiaires entre le personnel créatif primaire et les cadres décideurs (les producteurs constituant avec les personnels super-créatifs la catégorie des personnels managériaux), et enfin, les cadres décideurs, travaillant soit dans les studios de production, soit dans les chaînes de télévision, et en qui réside le pouvoir de commander, maintenir ou arrêter les programmes,,.
Deux catégories font ainsi leur apparition pour plus de clarté : celles des personnels créatifs secondaires et celle des personnels super-créatifs.
En effet, le costumier ou la costumière dans le cinéma et la télévision est considéré par Benjamin Derhy comme faisant partie de la catégorie des personnels créatifs,,. Néanmoins, dans le but de les distinguer des personnels créatifs primaires, qui contrôlent les aspects artistiques du programme, tels les scénaristes et réalisateurs, Il crée pour les costumiers, mais également les compositeurs de musique et les créateurs de décors, la catégorie des personnels créatifs secondaires, exerçant une influence artistique évidente, mais différente de celle du personnel créatif primaire, ainsi que dans une temporalité autre : non pas durant le tournage mais tantôt avant (pré-production), tantôt après (post-production),,.
Le cas des showrunners nécessite lui aussi, selon lui, la création d'une nouvelle catégorie de personnels. En effet, les showrunners, qui sont à la fois les scénaristes, réalisateurs ou créateurs d'un programme, et les responsables du suivi quotidien de celui-ci, ont un rôle de producteurs à part entière ; ayant ainsi un poste leur donnant le contrôle ou l’accès à presque toutes les étapes de la chaîne de production,. C'est la position unique due à cette double attribution et à ce double rôle — de personnel créatif et de personnel managérial — qui nécessite, selon Benjamin W.L. Derhy, la création de la catégorie de personnels dénommée « histoire personnels super créatifs », afin de les distinguer des scénaristes ou réalisateurs ayant uniquement un rôle créatif, sans attributions managériales,,.

## Ouvrages
- 2020 : L'industrie télévisuelle revisitée : typologies, relations sociales et notions du succès, préfacé par Bernard Miège, Paris, L'Harmattan ;
- 2016 : The Rise of Transtexts: Challenges and Opportunities, codirigé avec Mélanie Bourdaa, New York, Routledge (réédité en 2019).